# Moor Green FC
Moor Green FC was een Engelse voetbalclub uit Solihull, West Midlands.
De club werd in 1901 opgericht door spelers van de Moseley Ashfield Cricket Club maar begon pas in 1922 met competitievoetbal toen ze zich aansloten bij de voetbalbond van Birmingham. In 1935/36 werd de club kampioen en promoveerde naar de Central Amateur League waar in alle drie de seizoenen de titel gehaald werd.
Na de Tweede Wereldoorlog sloot de club zich aan bij de Birmingham Combination gevolgd door een wissel naar de Birmingham & District League (wat in 1954 de West Midlands Regional League werd). Hier had de club problemen en in 1965 zette Moor Green een stap terug naar de Worcestershire Combination (wat later de Midland Football Combination werd), wat op dat moment een zwakkere competitie was. Vier keer werden de Moors vicekampioen en in 1981 konden ze de titel veroveren. Twee jaar later promoveerde de club naar de Southern League (Midland Division).
In 1987/88 werd de club tweede en promoveerde zo naar de Premier Division waar ze 6 seizoenen speelden tot degradatie volgde. De terugkeer volgde in 2000 en een 13de plaats in seizoen 2003/04 volstond om te promoveren naar de nieuw opgerichte Conference North.
In 2005 moest de club het stadion verlaten waar ze al sinds 1930 speelden na brandstichting wat het stadion onbespeelbaar maakte. The Moors deelden nu een stadion met Solihull Borough en in januari 2007 vroeg de club aan de FA of het kon fuseren met Borough. De fusie werd op 30 maart goedgekeurd. De nieuwe club zal Solihull Moors FC heten en werd opgericht op 1 juni 2007.